# HMS Romulus (1777)
HMS Romulus — 44-пушечный двухдечный корабль Первый корабль Королевского флота, названный в честь легендарного Ромула.
Заказан 14 мая 1776 года. Назван HMS Romulus 27 августа 1776 года. Спущен на воду 17 декабря 1777 года. Достраивался с 14 февраля по 7 апреля 1778 года в Портсмуте.
1777 — декабрь, вступил в строй, первый и единственный капитан Джордж Гейтон (англ. George Gayton).
1778 — 14 июня ушёл в Средиземное море. 26 декабря в Северную Америку. Остаток службы провёл там.
В 1779 году Romulus с эскадрой вице-адмирала Арбютнота, состоящей из 14 кораблей, двух вооружённых «купцов» и транспортов с 7550 войск на борту, 26 декабря 1799 года вышел из Нью-Йорка к Чарльстону для содействия генералу Генри Клинтону в захвате этого города.
После захода в Саванну и захвата Порт-Ройяла, 10 февраля 1780 года Romulus подошёл к Чарльстон. 450 моряков и морских пехотинцев с пушками высадились с кораблей и присоединились к войскам для участия в осаде Чарлстона. Из-за плохой погоды и колебаний Арбатнота эскадра только 20 марта смогла пройти Чарлстонскую отмель. Затем 8 апреля два 44-пушечных корабля: HMS Roebuck (флагман), и Romulus, вместе с HMS Blonde, HMS Raleigh, HMS Virginia, HMS Russell, и HMS Renown, прошли мимо форта Мултри в Чарлстонскую бухту, потеряв 27 человек убитыми и ранеными.
В ночь на 4 мая отряд моряков и морских пехотинцев высадился на остров Салливана, до рассвета подошёл к форту Мултри и завладел редутом на восточной оконечности острова. Для поддержки штурма подтянулись корабли, и когда капитан HMS Richmond Хадсон (англ. Hudson) вызвал форт на переговоры, американцы сдались.
11 мая Чарльстон капитулировал; генерал-майор Лесли овладел городом на следующий день. Общие потери британской эскадры были 23 убитых и 28 раненых.
1781 — 12 февраля в устье Чесапикского залива взят французским 64-пушечным Éveillé, капитан дю Тийи (фр. Le Gardeur du Tilly), при содействии двух фрегатов, Gentille (32) и Surveillante (32). Также присутствовал куттер Gulpe. Хотя британские 44-пушечные были полезны для службы у американских берегов, платой за экономичность были плохие ходовые качества, и Romulus вынужден был спустить флаг. Военно-полевым судом, состоявшимся 26 декабря, капитан Гейтон был с почётом оправдан.
Romulus был взят во французскую службу под прежним названием. 16 марта был у Мыса Генри, капитан шевалье де ля Виллебрюн (фр. Jacques-Aimes le Saige, Chevalier de la Villébrun).
1785 — апрель, переименован в La Résolution.
1787 — январь, переименован в La Reine; март, обратно в La Résolution.
1789 — в июне исключён из состава флота.